# Каппадоча
Каппадоча (італ. Cappadocia) — муніципалітет в Італії, у регіоні Абруццо, провінція Л'Аквіла.
Каппадоча розташована на відстані близько 70 км на схід від Рима, 45 км на південь від Л'Акуїли.
Населення — 535 осіб (2014).
Щорічний фестиваль відбувається 3 лютого. Покровитель — святий Власій.

## Демографія
Населення за роками:

Станом на 1 січня 2023 року в муніципалітеті офіційно проживало 25 іноземців з 8 країн, серед них 11 громадян країн Євросоюзу та 1 громадянин України.

## Сусідні муніципалітети
- Камерата-Нуова
- Кастеллафьюме
- Філеттіно
- Перето
- Рокка-ді-Ботте
- Тальякоццо
- Валлеп'єтра